# 피터 H. 리
피터 H. 리(Peter H. Lee, 이학수, 1929년 ~ )는 미국의 교육가, 번역문학가로 UCLA의 명예교수이다. 1960년 콜롬비아 대학교에서 교편을 잡기 시작하여, 하와이대학교, 버클리 캘리포니아대학교, 마노아 하와이대학교에서 한국어와 한국학을 가르쳤으며, 1987년부터 2007년까지 LA 캘리포니아대학교의 동아시아학과에서 교수로 근무하였다. 미국에서 가장 뛰어난 한국 문학 번역가는 아마도 피터 H.리 UCLA 대학 명예교수라는 평가도 있으며, 그가 20권이 넘는 번역서와 연구서를 저술하여 미국 대학에서 한국 문학을 정식 학문 주제로 만들었다고 평가하기도 한다.